# Вышнеградский, Иван Алексеевич
Ива́н Алексе́евич Вышнегра́дский (20 декабря 1831 [1 января 1832], Вышний Волочёк — 25 марта [6 апреля] 1895, Санкт-Петербург) — русский учёный-механик и государственный деятель. Основоположник теории автоматического регулирования, почётный член Петербургской АН (1888). В 1887—1892 гг. — министр финансов Российской империи. Действительный тайный советник (1890).

## Биография
Происходил из духовного звания; родился в Вышнем Волочке Тверской губернии 20 декабря 1831 (1 января 1832) года. Старший брат Николай был педагогом и профессором русской словесности.
Учился в Тверской духовной семинарии (1843—1845) Затем поступил на физико-математический факультет Главного педагогического института в Петербурге, который окончил в 1851 году с серебряной медалью; за отличные способности и успехи на экзаменах получил звание старшего учителя. Преподававший в то время в Главном педагогическом институте академик М. В. Остроградский рекомендовал его на должность преподавателя математики во 2-й Петербургский кадетский корпус.
Успешно сдал магистерские экзамены и в 1854 году защитил в Петербургском университете диссертацию на тему «О движении системы материальных точек, определяемой полными дифференциальными уравнениями»). В том же году, снова по рекомендации Остроградского, получил место преподавателя математики в Михайловском артиллерийском училище, из офицерских классов которого в следующем 1855 году было образовано высшее учебное заведение — Михайловская артиллерийская академия. Сначала в Артиллерийском училище, а затем, в Академии Вышнеградскому было поручено ведение репетиций по различным отделам математики и механики, большую часть лекций по которым читал сам М. В. Остроградский. В это время Вышнеградский энергично начал заниматься прикладной механикой, знакомиться с техникой артиллерийского дела. В 1858 году ему было поручено чтение лекций по прикладной механике. Одновременно, он стал читать публичные популярные лекции о машинах в зале Петербургского пассажа, которые принесли ему большую известность. Они были изданы отдельной книгой. С 1859 года он был действительным членом временного Артиллерийского комитета.
В 1859 году Артиллерийская академия предоставила Вышнеградскому длительную заграничную командировку для подготовки к званию профессора практической механики. В течение 1860—1862 годов он изучал состояние машиностроения на промышленных предприятиях и в высших технических учебных заведениях Германии, Франции, Бельгии и Великобритании, слушал лекции Кихгофа в Гейдельберге и Редтенбахера по конструированию машин в Высшем техническом училище в Карлсруэ.

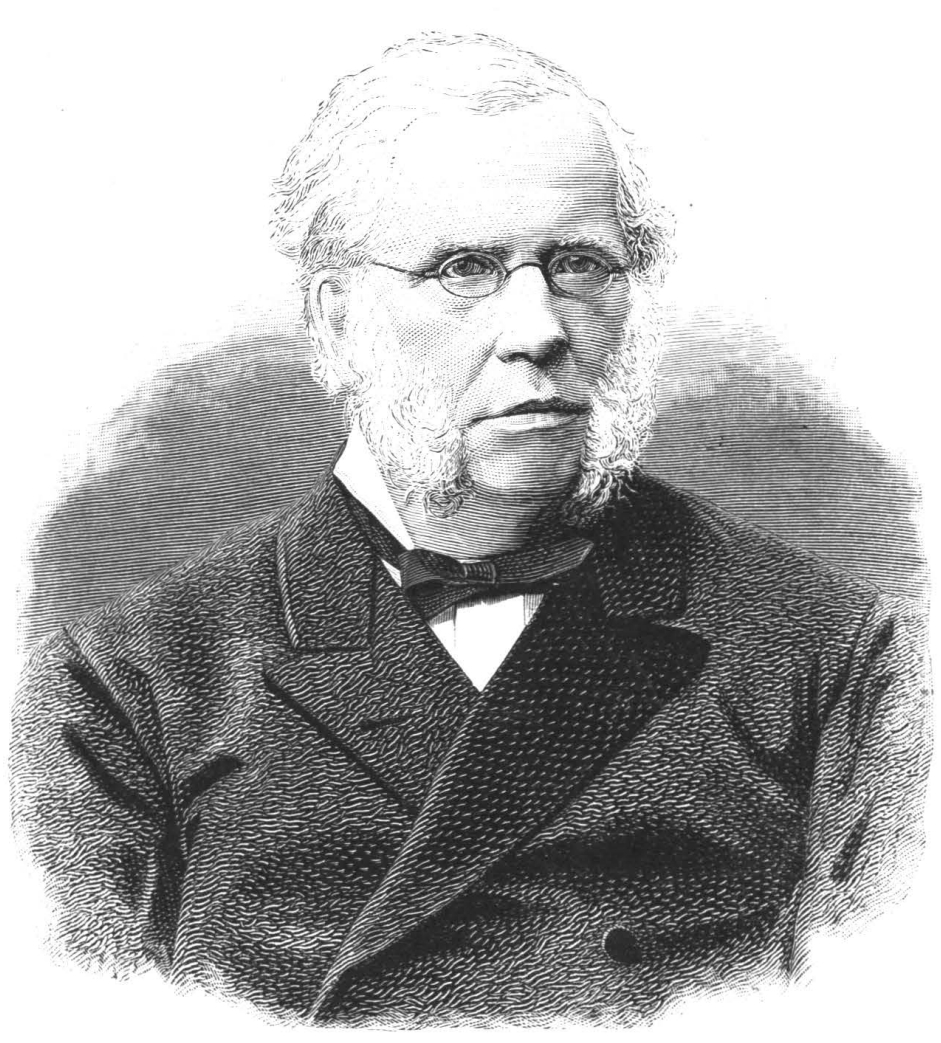
Иван Алексеевич Вышнеградский

По возвращении в 1862 году в Россию Вышнеградский был утверждён профессором практической механики Михайловской артиллерийской академии, а затем и профессором механики Петербургского технологического института, где в 1875—1880 годах был директором.
- В 1867—1878 — инженер-механик Главного артиллерийского управления.
- С 1878, одновременно, совещательный член Артиллерийского комитета.

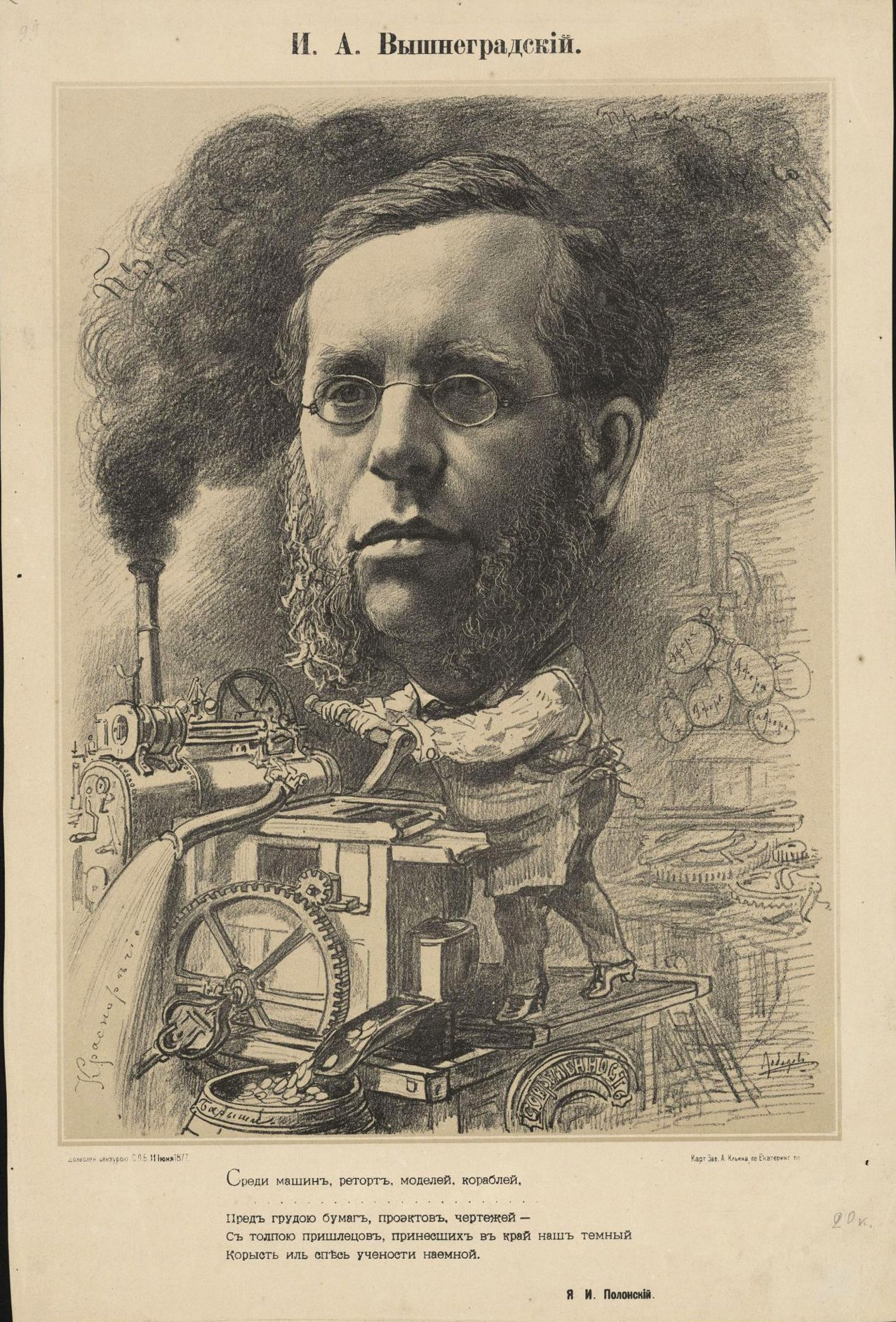
Вышнеградский И. А.(рис. Лебедева, 1877 г.)

В 1869 году был назначен членом Комитета по устройству Всероссийской мануфактурной выставки в Петербурге (1870), во время которой был председателем комитета экспертов в одном из её отделов («пятой группе предметов»). В 1873 году — член международного комитета экспертов Венской всемирной выставки, занимался организацией русского машинного отдела выставки. В 1876 году был командирован на выставку научных предметов в Лондоне. В 1878 году исполнял обязанности вице-президента экспертов по машинному и инженерному делу на выставке в Париже. В 1879 году стал генеральным комиссаром Всероссийской выставки промышленности и художеств в Москве 1882 года.
Сыграл большую роль в создании научных основ конструирования машин. Создал русскую научную школу инженеров-машиностроителей. Ввёл преподавание курса теоретических основ машиностроения, читал курсы прикладной механики, термодинамики, теории упругости, грузоподъёмных машин, токарных станков, паровых машин и др. Ввёл для студентов курсовое и дипломное проектирование. Автор руководства «Элементарная механика», в течение многих лет считавшееся лучшим в России в данной области. Среди учеников И. А. Вышнеградского: В. Л. Кирпичёв (организатор технического образования, первый ректор Харьковского технологического института), Н. П. Петров (создатель математической теории смазки), А. П. Бородин (изобретатель в области паровозостроения).
Выдающийся инженер-конструктор. Среди сконструированных им машин: автоматический пресс для изготовления призматического пороха, подъёмные машины, пресс для испытания материалов, механический перегружатель грузов (для речного порта) и др. Участвовал в строительстве Охтинского порохового завода, механических мастерских Петербургского арсенала, патронных, пороховых и оружейных заводов.
Вышнеградский — один из основоположников теории автоматического регулирования. В работе «О регуляторах прямого действия» (1877) представил метод расчёта регуляторов этого типа. Сформулировал условие устойчивости системы регулирования (критерий Вышнеградского).

В конце прошлого столетия регулятор Уатта паровой машины в результате ряда конструктивных усовершенствований перестал действовать. Вышнеградский дал такую математическую идеализацию его, которая выяснила причины этого явления и дал практические рекомендации для устранения этого дефекта. Оказалось — достаточно повысить трение! Сама теория Вышнеградского проста до чрезвычайности, а практические выгоды от неё очень важны. — Прим. Л. С. Понтрягина.
Впервые введённые им в практику метод графического разделения плоскости параметров системы регулирования на области устойчивости и метод исследования качества переходного процесса лежат в основе современной теории регулирования.

Математические способности Вышнеградского описаны в воспоминаниях С. Ю. Витте: 

Вышнеградский был большим любителем вычислений, — его хлебом не корми — только давай ему различные арифметические исчисления. Поэтому он всегда сам делал все арифметические расчеты и вычисления по займам. У Вышнеградского вообще была замечательная память на цифры, и я помню, когда мы с ним как-то раз заговорили о цифрах, он сказал мне, что ничего он так легко не запоминает, как цифры. Взяли мы книжку логарифмов, — он мне и говорит:
 — Вот откройте книжку и, хотите, я прочту громко страницу логарифмов, а потом, — говорит, — вы книжку закроете, и я вам все цифры скажу на память.
И действительно, взяли мы книжку логарифмов, я открыл 1-ю страницу: Вышнеградский её прочёл (там по крайней мере 100, если не больше цифр) и затем, закрыв страницу, сказал мне на память все цифры (я следил за ним по книжке), не сделав ни одной ошибки.

## Предприниматель
С 1869 года — член правления Петербургского водопроводного общества. С 1874 — член правления Общества Рыбинско-Бологовской железной дороги, с 1875 — член правления Общества Киевско-Брестской железной дороги. С 1878 года — вице-председатель, с 1881 — председатель Общества Юго-Западных железных дорог. Как крупный предприниматель имел миллионное состояние.

## Государственный деятель
В 1880-е годы Вышнеградский входил в близкое окружение крайне влиятельного консервативного публициста, редактора «Московских ведомостей» Михаила Каткова (публиковал в его газете статьи по финансовым вопросам). Именно по предложению Каткова в 1884 году Вышнеградский стал сначала членом Совета при министре народного просвещения, где участвовал в разработке консервативного университетского устава 1884 года, а также стал главным автором проекта промышленного образования. В 1886 году Вышнеградский был назначен членом Государственного совета и Комитета финансов.

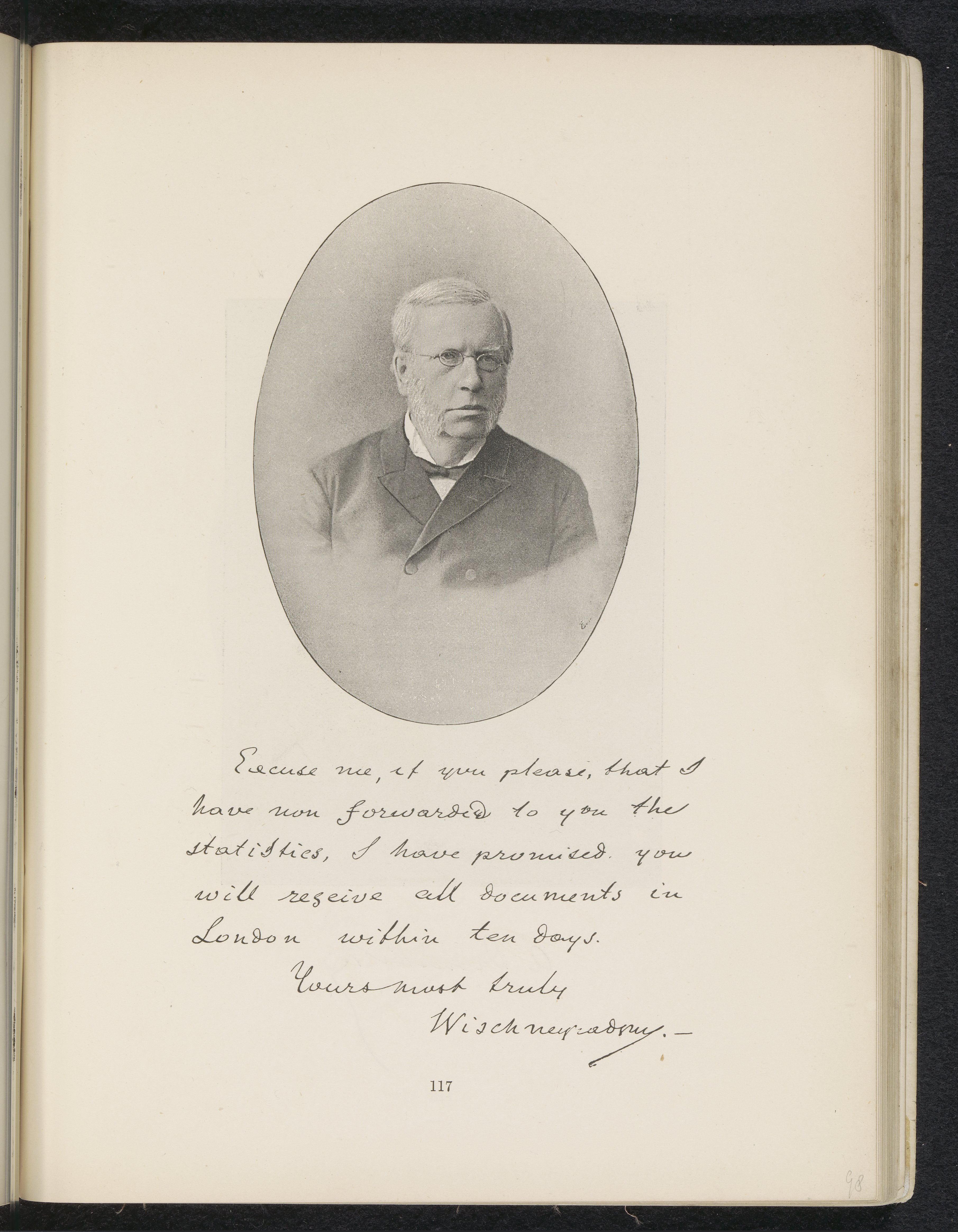
Вышнеградский И. А. (с запиской), 1880-е гг.

Пользуясь протекцией влиятельного князя Владимира Мещерского (близкого к Александру III), а также мощной поддержкой Каткова, который в 1885—1887 годах развернул активную кампанию за отставку «министра-инородца» Николая Бунге, с 1 января 1887 года Вышнеградский занял пост министра финансов. Главной целью нового руководителя министерства стала ликвидация бюджетного дефицита и политика покровительства отечественной промышленности. Для этого Вышнеградский намеревался ввести винную и табачную монополии, пересмотреть железнодорожные тарифы и таможенные пошлины. За первые два года ему действительно удалось уменьшить бюджетный дефицит, значительно увеличить золотой запас России, а вместе с ним — и устойчивость рубля. Но ради достижения этой цели Вышнеградский в 1887-88 годах повысил прямые и косвенные налоги. Это позволило провести конвертацию внешних займов России (с 5 до 4 %) и начать масштабный выкуп железных дорог в казну.
При Вышнеградском более чем в два раза вырос экспорт русского хлеба. Это объясняется тем, что Вышнеградский стремился решать проблемы индустриализации и финансовой стабилизации за счет сельского хозяйства. Символом этого подхода послужила приписываемая ему крылатая фраза: «недоедим, но вывезем!». Его коллега по министерству финансов П. Х. Шванебах следующим образом объясняет происхождение фразы:
Не могу забыть возгласа, вырвавшегося у него весной 1891 г., когда при надвигающемся неурожае, он стал опасаться отлива золота: „Сами не будем есть, но будем вывозить“. Юмор И. А. (Вышнеградского — Б. Н.) и его всегдашняя готовность для дела хоть самому лечь костьми несколько скрашивают жестокость этого изречения.
Однако, при этом он не уделял достаточного внимания аграрному вопросу, что способствовало осложнению положения в деревне и голоду 1891—1892 годов, в результате подорвавшему многие начинания Вышнеградского. Как министру, ему не хватало широкого кругозора, он вёл себя в основном как узкий финансист. Однако его уход с министерского поста в 1892 году был вызван вовсе не некомпетентностью, а тяжёлой болезнью и интригами, прежде всего, со стороны его непосредственного преемника С. Ю. Витте.
Однако помехи в деятельности следовали не только изнутри министерства, от коллег и конкурентов. Всё-таки, Вышнеградский был человеком не совсем своим среди традиционного аппарата чиновников. Помехи и препятствия в работе возникали порой в самых неожиданных местах. Так, например, 30 марта 1889 года главой министерства путей сообщения был назначен Адольф Яковлевич фон Гюббенет. В отличие от своего предшественника, генерала Паукера, у него сразу же сложились крайне напряжённые отношения с министром финансов, который в деловых вопросах теперь оказывался ближайшим партнёром и сотрудником министра путей сообщения (тарифная политика, выкуп дорог и целый ряд других, не менее важных). Александр III был хорошо осведомлён о тлеющем конфликте, но относился к нему не только спокойно, но и даже с некоторым удовольствием. Как рассказывал Вячеслав Плеве начальнику Главного управления по делам печати Евгению Феоктистову:

«…непримиримая вражда Гюббенета и Вышнеградского, конечно не составляет тайны для государя, но он вовсе не намерен положить ей конец, напротив того, она как бы входит в его виды. Государь не любит Вышнеградского, не доверяет ему и, кажется, очень доволен, что Гюббенет следит за каждым его шагом, умышленно выискивает, нет ли чего предосудительного в образе действий его противника».
Такое положение казалось бы создавало некоторые преимущества для Гюббенета, но при том его позиции изрядно подрывались… им же самим. Он был слишком явно некомпетентен в делах собственного ведомства. Вышнеградский же, находясь постоянно в обстановке интриг и пристального внимания, которые были ему не свойственны по характеру, нервничал и чувствовал себя не на своём месте. В конце концов это и привело его к углубляющейся болезни и отставке в 1892 году.

## Министр финансов
В январе 1887 года он был назначен управляющим министерством финансов, в 1888—1892 — министр финансов. Был назначен по инициативе Каткова, который добился увольнения либерального министра Н. Х. Бунге и рассчитывал, что Вышнеградский резко пересмотрит политику министерства в направлении проведения продворянской финансовой политики. Кроме того, Бунге не смог решить вопрос выработки бездефицитного бюджета, который стал одной из главных задач нового министра.
В 1890 году стал Почётным гражданином Казани.
Предприняв некоторые меры, направленные на защиту дворянских интересов (например, была проведена конверсия закладных листов общества взаимного поземельного кредита, причём новые закладные листы освобождались от уплаты купонного налога), И. А. Вышнеградский, в целом, продолжил политику своего предшественника, направленную на борьбу с бюджетным дефицитом и укрепление национальной валюты. Проводил протекционистскую политику, существенно повысив таможенные пошлины, что проявилось, в частности, в Таможенном тарифе 1891 года, увеличившим пошлины для 63 % ввозимых товаров и сокративших только для 2 %. О деятельности И. А. Вышнеградского в качестве председателя Комиссии для общего пересмотра таможенного тарифа, в которую входили представители министерств, торгово-промышленных кругов, — крупные учёные (в том числе Ф. Ф. Бельштейн, А. К. Крупский, Н. И. Тавилдаров и другие) говорится в автобиографических заметках Д. И. Менделеева:

В сентябре 1889 г. заехал, по товарищески, к И. А. Вышнеградскому…, чтобы поговорить по нефтяным делам, а он предложил мне заняться таможенным тарифом по химическим продуктам и сделал меня членом Совета торговли и мануфактур. Живо я принялся за дело, овладел им и напечатал… доклад к Рождеству. …На моём веку много мне приходилось заседать и присутствовать при рассмотрении множества жгучих вопросов русской жизни. Но говорю с полной уверенностью, ни разу я не видел такого собрания, как «Тарифная комиссия» 1890 г. — Летопись жизни и деятельности Д. И. Менделеева. — Л.: Наука. 1984. — С. 317—319.
Значительное внимание И. А. Вышнеградский уделял созданию запаса золотой наличности, что позволило его преемнику С. Ю. Витте провести денежную реформу (ввести «золотой рубль»). Инициировал увеличение косвенных налогов: был повышен питейный акциз, введены нефтяной и спичечный акцизы, дополнительный акциз с рафинированного сахара, увеличен гербовый сбор (повышение косвенного налогообложения было подвергнуто критике оппонентами Вышнеградского как ухудшающее положение малоимущих слоёв населения). Выступал за поощрение экспорта — в частности, провёл понижение хлебных тарифов; на зерно, вывозимое за границу, была установлена 10%-ная скидка. Стимулировал вывоз не только излишков хлеба, но и части необходимых запасов крестьян. Как писал об этом известный ученый экономист И. Х. Озеров:

Стремление удержать золото в России и поддержать золотое обращение создаёт у нас так наз. вывозную политику. Мы употребляем все меры, чтобы сжать привоз к нам заграничных товаров и, наоборот, усилить вывоз, отсюда — пониженные вывозные железнодорожные тарифы. Мы вывозим все: хлеб, мясо, яйца, а вместе с тем вывозим частицы нашей почвы, вывозим даже свои собственные волосы, — как говорил Вышнеградский, — «сами недоедим, а вывезем» 
Когда неурожаи 1891 и 1892 вызвали голод среди крестьянства и нанесли удар по экспортной политике Вышнеградского, он руководил выкупом в казну нерентабельных железных дорог, предпринял контрольно-финансовую (1889—1890) и тарифную (1889) реформы в железнодорожной сфере. Провёл конверсии государственных (внешних и внутренних) займов, что способствовало сокращению платежей по государственному долгу, понижению процента, упорядочиванию государственного долга (при этом сам государственный долг при нём увеличился за счёт новых займов).

Энергичный и предприимчивый министр финансов, пришедший из предпринимательской среды, был нетипичной фигурой для российской бюрократии. В мемуарах Витте описана история обвинения Вышнеградского в получении взятки в размере 500 тысяч франков от Ротшильда при заключении в Париже займа. Однако история была сложнее — Ротшильд отстранил от участия в займе одну из конкурирующих банкирских групп (Госкье), которая предварительно заручилась согласием Вышнеградского на своё участие в выгодном проекте. Тогда министр финансов действительно попросил Ротшильда выплатить ему 500 тысяч франков, но всю сумму перевёл «обиженным» банкирам как компенсацию за упущенную выгоду. Витте вспоминал, что Александр III, узнав о подробностях проведённой операции, 

с одной стороны, был очень доволен, что выяснилось, что министр его человек корректный; но с другой стороны, сделал совершенно правильное замечание, что тот приём, который употребил Вышнеградский — приём все-таки крайне неудобный… Но приём этот именно был свойствен характеру Вышнеградского и был привит к нему его прежней деятельностью, когда он имел различные дела с различными банкирами, в различных обществах, — дела которых не были всегда вполне корректными. Но всё это происходило тогда, когда он ещё не был министром финансов, а весь этот приём (употребленный Вышнеградским в отношении группы Госкье) и является отрыжкой тех приёмов, которые вообще там были приняты и которые Вышнеградский практиковал сам в прежней своей деятельности.

## Последние годы жизни и кончина
В апреле 1892 года Вышнеградский по состоянию здоровья ушёл в отставку с поста министра, оставшись членом Государственного совета. Управляющим делами министерства финансов был назначен товарищ (заместитель) министра — Ф. Г. Тернер. Тернер управлял министерством до назначения С. Ю. Витте 30 августа (11 сентября) 1892 года.
Похоронен в Исидоровской церкви Александро-Невской лавры в Петербурге, в настоящее время могила утрачена.

## Награды
- Орден Святой Анны 3-й степени (8 сентября 1859)
- Орден Святого Станислава 2-й степени с императорской короной (17 апреля 1863)
- Орден Святой Анны 2-й степени (4 апреля 1865)
- Орден Святого Владимира 4-й степени (16 сентября 1865)
- Императорская корона к ордену Святой Анны 2-й степени (15 декабря 1867)
- Орден Святого Владимира 3-й степени (5 июля 1869)
- Орден Святого Станислава 1-й степени (30 августа 1873)
- Орден Святой Анны 1-й степени (10 декабря 1876)
- Табакерка с алмазами и вензелем Его Императорского Величества (28 ноября 1878)
- Орден Святого Владимира 2-й степени (25 декабря 1881)
- Орден Белого орла (1 января 1885)
- Орден Святого Александра Невского (1 января 1889)
- Бриллиантовые знаки к ордену Святого Александра Невского (1 января 1893)

Иностранные:
- прусский орден Красного орла 2-й степени (1869)
- итальянский орден Короны, командорский крест (1871)
- австрийский ордена Франца Иосифа, командорский крест со звездой (1873)
- французский орден Почётного легиона, командорский крест (1878)
- датский орден Данеброг 1-й степени (1888)
- нидерландский орден Нидерландского льва, большой крест (1889)
- бельгийский орден Леопольда I, большой крест (1889)
- черногорский орден князя Даниила I 1-й степени (1889)
- персидский орден Льва и Солнца 1-й степени (1889)
- французский орден Почётного легиона, большой крест (1889)

## Адреса в Санкт-Петербурге
1880—1893: дом князя Л. Д. Вяземского (Английская наб., 66)
1893 — 25 марта (6 апреля) 1895 года: доходный дом И. О. Утина (Конногвардейский бульвар, 17).

## Сочинения
- О движении системы материальных точек, определяемой полными дифференциальными уравнениями. — СПб., 1854.
- Публичные популярные лекции о машинах, читанные в зале Пассажа И. Вышнеградским. — СПб., 1859.
- Элементарная механика. — СПб., 1860.
- Курс подъёмных машин. Ч. 1-2. — СПб., 1872.
- О регуляторах прямого действия. — СПб., 1877.
- О регуляторах непрямого действия. — СПб., 1878.
- Прикладная механика: Курс паровых машин. — СПб., 1879—1884.

## Семья
Жена (с 1856) — Варвара Фёдоровна, урождённая Доброчеева (первым браком была замужем за Н. А. Холоповым, овдовела). Их дети:
- Софья (1859 — не ранее 1895); её муж Николай Иванович Филипьев (1852—?) — действительный тайный советник, директор Международного коммерческого банка в Петербурге.
- Варвара (1863—1921); с 1882 года была замужем за В. И. Сафоновым.
  - Анна Васильевна Книпер, возлюбленная адмирала Колчака.
    - Владимир Сергеевич Тимирёв — художник.
- Наталья (1865—?)
- Александр (1867—1925) — промышленник и финансист.
  - Иван Александрович Вышнеградский — композитор.